# Lányi-kódex

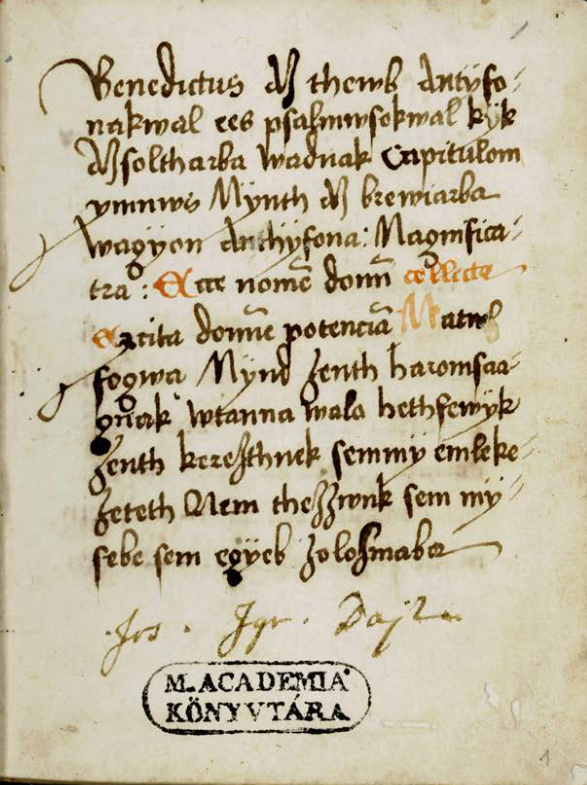
A Lányi-kódex első levele.

Lányi-kódex név alatt ismert egy késő középkori magyar kézirat és nyelvemlék.
A kis alakú mű 1519-ben íródott. Három másolója közül csak Kálmáncsehi Pap László neve ismeretes. Tulajdonképpen klarissza apácák számára készült ordinarium, azaz regulák gyűjteménye. Nevét Lányi Károlyról kapta, a Magyar Tudományos Akadémia birtokába adományozta. Volf György jelentette meg először a Nyelvemléktár VII. kötetében 1878-ban.